# Duntroon

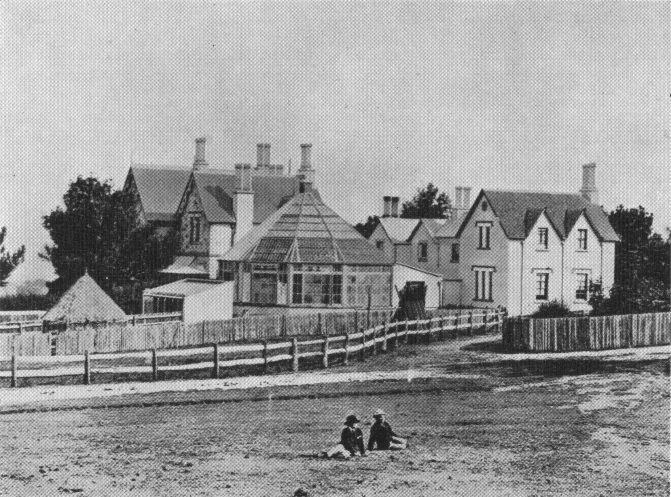
Casa Duntroon em 1870

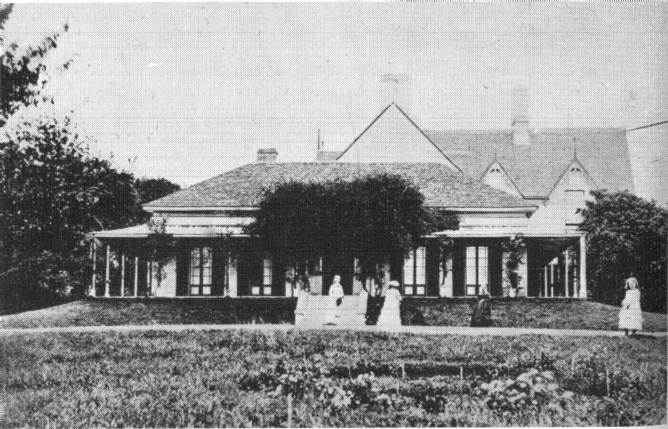
Duntroon Homestead

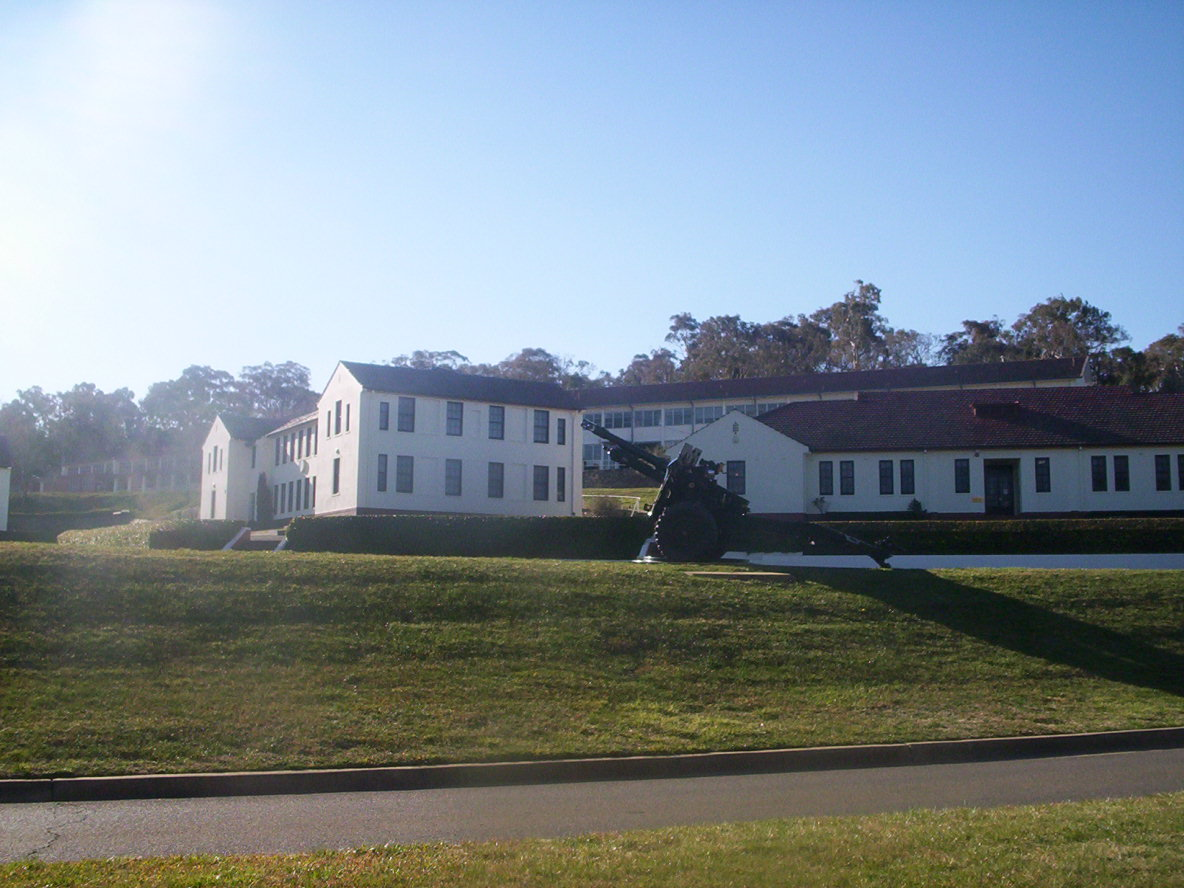
Royal Military College em Duntroon

Duntroon é um subúrbio da cidade de Canberra, no território da capital australiana . 

## História
Duntroon era uma propriedade de Robert Campbell, que estava situada nas planícies calcárias de Nova Gales do Sul, na área que agora é coberta pelo TCA.
Dada a compensação do governo pela perda de seu navio em Sydney, enquanto estava sob carta patente do governo, Robert Campbell, enviou James Ainslie para coletar 700 ovelhas dos rebanhos do governo em Bathurst e seguir para o sul em busca de pasto adequado. 
Ainslie chegou às planícies de pedra calcária e selecionou um local nas encostas acima do rio Molonglo, onde fica atualmente o Royal Military College . Em 1825, Campbell solicitou e recebeu sua doação, denominando-a "Duntroon", em homenagem ao castelo da família, Duntrune Castle, no Loch Crinan, em Argyll, na Escócia . O castelo de Duntrune, no lago Crinan, em Argyll, na Escócia, foi vendido ao clã Malcolm em 1792. muito antes disso. 
Em 1833, Campbell construiu a "Duntroon House" em pedra com amplas varandas. Em 1862, o filho de Robert, George, adicionou uma grande extensão de dois andares. Em sua forma final, a casa continha vinte quartos e é um ótimo exemplo de arquitetura colonial. Ele agora serve como bagunça dos oficiais do Royal Military College, Duntroon, e está situado no subúrbio de Duntroon, Canberra . 
"Duntroon House" era o centro de atividades da estação de Campbell. Jardins foram erguidos ao redor da casa, incluindo muitas árvores exóticas e um labirinto intrincado também foi cultivado, um conservatório, pomar, vinha e fazenda de gado leiteiro foram construídos na área circundante.
Duntroon foi indicado para ser o local do Colégio Militar da Austrália por Lord Kitchener, que havia sido contratado, em 1910, para relatar as necessidades de defesa do país. Inicialmente, o governo alugou a Duntroon por dois anos antes de obter o título para Duntroon e seus 360 acres (1,5 acres).   km²) através da criação do Território da Capital Australiana.
Em 27 de junho de 1911, o Royal Military College abriu em Duntroon.